# Gondeville
Gondeville foi uma comuna francesa na região administrativa da Nova Aquitânia, no departamento de Charente. Estendia-se por uma área de 5,46 km². Em 2010 a comuna tinha 1 186 habitantes (densidade: 217,2 hab./km²).
Em 1 de janeiro de 2019, passou a formar parte da nova comuna de Mainxe-Gondeville.